# Philippe de Broca
Philippe de Broca (15 de marzo de 1933 - 26 de noviembre de 2004) fue un director cinematográfico, guionista y actor francés.

## Biografía
Su nombre completo era Philippe Claude Alex de Broca de Ferrussac, y nació en Neuilly-sur-Seine, en el área metropolitana de París (Francia). Hijo de un fotógrafo de origen noble, de Broca ya era un cinéfilo a edad temprana, y estudió en la École technique de photographie et de cinématographie (ETPC). De Broca hubo de cumplir su servicio militar en Argelia durante la guerra de Independencia de Argelia, trabajando para la sección cinematográfica del ejército francés durante tres años.
De Broca empezó su carrera trabajando como camarógrafo en varios documentales sobre África, y posteriormente como ayudante de algunos de los directores más destacados de la nouvelle vague francesa de la década de 1950. Así, fue aprendiz de Henri Decoin, y ayudante de Claude Chabrol en El bello Sergio (1957) y de François Truffaut en Los 400 golpes.
En 1959 rodó su primera película, una comedia de bajo presupuesto, Les Jeux de l'amour, que ganó el Oso de oro del 10º Festival Internacional de Cine de Berlín. Sin embargo, de Broca no tuvo un real éxito hasta dirigir Cartouche (1962). Este fue el primero de una serie de éxitos de público, entre los cuales se incluyen L'Homme de Rio (1964) y Les Tribulations d'un chinois en Chine (1965). Aunque trabajó a menudo en comedia, este no fue su único género, dirigiendo productos con una combinación de farsa y aventuras, localizadas dentro de Francia o más allá. Su película antibélicista Le Roi de cœur consiguió una gran popularidad y el estatus de film de culto en Estados Unidos. El último gran éxito de Broca fue Le Bossu (1997).
A lo largo de su carrera de Broca trabajó con muchos gigantes del cine francés, entre ellos Jean-Paul Belmondo, Patrick Dewaere, Catherine Deneuve, Daniel Auteuil, Philippe Noiret, Yves Montand y Jean Rochefort, y muchos de ellos repitieron como intérpretes de Broca, como fue el caso de Geneviève Bujold, Jean-Pierre Cassel, Nicole Garcia, Catherine Deneuve, Marthe Keller, Jean-Paul Belmondo, Annie Girardot y Philippe Noiret.
De Broca tuvo un hijo con Marthe Keller en 1971. Había estado casado en dos ocasiones, con las actrices Margot Kidder (1983 - 1984) y Valérie Rojan. Con la última tuvo dos hijos.
Philippe de Broca falleció en Neuilly-sur-Seine, en 2004 a causa de un cáncer. Fue enterrado en el cementerio de Pluneret, en el departamento de Morbihan, Francia. Por su contribución a la cultura francesa fue recompensado con la Legión de Honor.

## Filmografía
- Les jeux de l'amour (1959)
- Le farceur (1960)
- Les Sept Péchés capitaux (1961), episodios
- L'amant de cinq jours (1961)
- Les Veinards (1962), episodios
- Cartouche (1962)
- Un monsieur de compagnie (1964)
- L'homme de Rio (1964)
- Les tribulations d'un chinois en Chine (1965)
- Le Roi de Cœur (1966)
- Le Plus Vieux Métier du monde (1967), episodios
- Le Diable par la queue (1968)
- Les caprices de Marie (1969)
- La Poudre d'escampette (1971)
- Chère Louise (1972)
- Le Magnifique (1973)
- L'incorrigible (1975)
- Julie pot de colle (1977)
- Tendre poulet (1977)
- Le cavaleur (1978)
- On a volé la cuisse de Jupiter (1980)
- Psy (1980)
- L'Africain (1983)
- La Gitane (1986)
- Chouans ! (1987)
- Les Mille et une Nuits (1990)
- Les clés du paradis (1991)
- Le jardin des plantes (1994)
- Le Bossu (1997)
- Amazone (2000)
- Beau Masque (2003)
- Vipère au poing (2004)

## Premios y distinciones
Premios Óscar
| Año  | Categoría                        | Película          | Resultado |
| ---- | -------------------------------- | ----------------- | --------- |
| 1965 | Mejor argumento y guion original | El hombre del río | Nominado  |

Festival Internacional de Cine de Berlín
| Año  | Categoría                                      | Película            | Resultado |
| ---- | ---------------------------------------------- | ------------------- | --------- |
| 1960 | Oso de Plata. Premio extraordinario del jurado | Los juegos del amor | Ganador   |